# Єкатериновка (Ішимський район)
Єкатери́новка (рос. Екатериновка) — присілок у складі Ішимського району Тюменської області, Росія.
Населення — 101 особа (2010, 119 у 2002).
Національний склад станом на 2002 рік:
- росіяни — 78 %